# Reapertura
Reapertura foi um programa humorístico brasileiro lançado pela TVS (atual SBT) em 1981. O programa remontava o formato do Apertura, exibido entre 1979 e 1980 pela TV Tupi (cujo título, por sua vez, satirizava o jornalístico Abertura), aproveitando a maior parte do elenco original. O programa era exibido às quartas-feiras às 21h.

## Elenco
Uma lista parcial:
- Ary Leite
- Célia Guimarães
- Ferrugem
- Fafá
- Marcos Lander
- Renato Restier
- Geraldo Alves[1]
- Palito
- Nádia Maria
- Teobaldo
- Jorge Loredo
- Maria Teresa
- Olney Cazarré
- Renato Corte Real
- Rogério Cardoso
- Roni Rios
- Rony Cócegas
- Nick Nicola
- Terezinha Elisa
- Tutuca[2]
- Viana Júnior
- Zilda Cardoso

## Prêmios e indicações
| Ano             | Categoria                   | Indicado                    | Resultado |
| --------------- | --------------------------- | --------------------------- | --------- |
| Troféu Imprensa |                             |                             |           |
| 1982            | Melhor Humorista Feminina   | Maria Teresa                | Indicado  |
| 1983            | Melhor Humorista Feminina   | Maria Teresa                | Venceu    |
| 1983            | Melhor Programa Humorístico | Melhor Programa Humorístico | Indicado  |